# Théophile Alexandre Steinlen
Pour les articles homonymes, voir Steinlen.
Théophile Alexandre Steinlen, né à Lausanne le 20 novembre 1859 et mort à Paris (18e arrondissement) le 13 décembre 1923, est un artiste anarchiste,, peintre, graveur, illustrateur, affichiste et sculpteur suisse, naturalisé français en 1901.

## Biographie

### Jeunesse
Théophile Alexandre Steinlen est le fils de Samuel Steinlen, un employé des Postes de Lausanne, lui-même fils de Christian Gottlieb (Théophile) Steinlen (1779-1847), peintre et dessinateur. Originaire d'Allemagne, la famille Steinlen avait été admise à la bourgeoisie de Vevey en 1832.
Théophile Alexandre Steinlen étudie la théologie à l'Université de Lausanne pendant deux ans, puis, en 1879, se tourne vers l'art, suivant une formation au dessin d'ornement industriel à Mulhouse, chez Schoenhaupt, avant de s'installer à Paris avec sa femme Émilie en 1881.

### Un artiste montmartrois
Logeant depuis 1883 sur la butte Montmartre, Steinlen fait rapidement connaissance avec les personnalités artistiques qui y gravitent. Il entre en relation avec Adolphe Willette, et Antonio de La Gandara avec lesquels il fréquente à partir de 1884 le Chat noir, le cabaret tenu par Rodolphe Salis, devenant notamment l'ami d'Henri de Toulouse-Lautrec. Il y connaît naturellement Aristide Bruant. Il fréquente également le café-restaurant Au Tambourin au 62, boulevard de Clichy.
Il expose initialement au Salon des indépendants, en 1893, puis, régulièrement, au Salon des humoristes.
Adversaire de l’injustice, compatissant envers les déshérités, qui alors ne manquaient pas à Montmartre, il dépeint des scènes de la rue, des usines, de la mine, mettant en scène les malheureux de toute espèce, mendiants, ouvriers dans la misère, gamins dépenaillés et prostituées. Ces personnages semblent plus souvent écrasés par leur triste condition que révoltés. Il considère l'espace public comme un lieu de conflits sociaux et est le premier à lui insuffler un esprit cinématographique, comme dans le populaire théâtre d'ombres du Chat noir, où les ombres illustrent la surveillance et le maintien de l'ordre public. Il est par ailleurs le spécialiste des chats, qu’il dessine sans se lasser, dans toute leur fantaisie, joueurs, endormis ou en colère. Il dessine aussi des nus féminins.

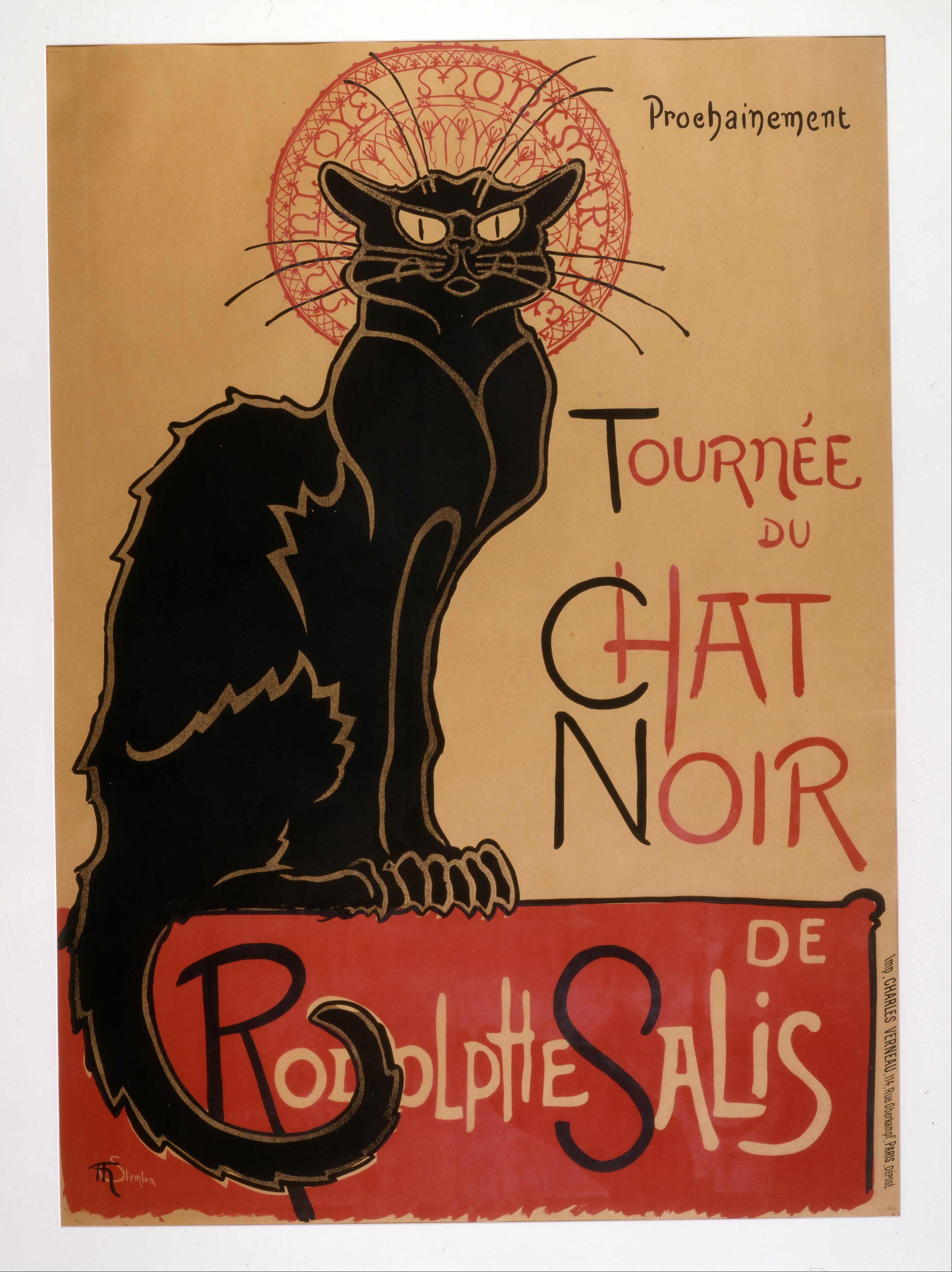
Affiche de la Tournée du Chat noir (1896), New Brunswick (New Jersey), Zimmerli Art Museum.

Steinlen pratique de préférence le dessin et le pastel pour dépeindre la vie quotidienne de la rue et ses petits métiers. Le réalisme de ses dessins a inspiré certaines œuvres de Jean Peské, ou les débuts de Pablo Picasso. Il développe également un œuvre gravé, reprenant les mêmes thèmes que ses dessins, ou en y mêlant la politique, comme dans les lithographies par lesquelles il illustre les malheurs de la Belgique et de la Serbie en 1914-1918. Mais ce sont surtout ses affiches qui, comme celle de la Tournée du Chat noir, sont à l’origine de sa popularité. Il pratique aussi la sculpture sur le thème des chats (Chat angora assis). Il illustre également des ouvrages littéraires, comme la refonte en 1903 des Soliloques du Pauvre de Jehan Rictus, et collabore à divers journaux humoristiques tels que Gil Blas illustré, L'Assiette au Beurre (dès le no 1), Le Rire et Les Hommes d'aujourd'hui, puis Les Humoristes, qu’il fonde en 1911 avec Jean-Louis Forain et Charles Léandre.
Steinlen est inhumé au cimetière Saint-Vincent à Paris.

### Engagements libertaires
En 1883, il réalise un dessin, intitulé Allons, chante, barbare, pour illustrer la pièce, Le Rêve d'un Viveur, de Jean-Louis Dubut de Laforest, il est publié dans le recueil de la pièce. En 1897, il devient le principal illustrateur de La Feuille de Zo d’Axa et s'engage durant l’affaire Dreyfus en dénonçant les machinations militaires et les mensonges de l’état-major, renvoyant dos à dos la justice et l'armée.
La même année, il se lie d’amitié avec Jean Grave, et quand ce dernier lance Les Temps nouveaux en 1902, il est parmi ses illustrateurs, comme Maximilien Luce, Jules Grandjouan, Félix Vallotton, Paul Signac et Camille Pissarro. Il fournit également en soutien des estampes pour des tombolas ou pour des ventes au profit des Temps nouveaux auxquels il participe jusqu’à la Première Guerre mondiale et à la reprise jusqu’en 1920. Il fait des portraits de Jean Grave (gouache et estampe), illustre de nombreux livres et brochures liés au mouvement anarchiste ainsi que Guerre et militarisme de Jean Grave (1909), L’État, son rôle historique de Pierre Kropotkine, La Question sociale de Sébastien Faure ou encore Évolution et Révolution d’Élisée Reclus. Entre 1901 et 1912, il dessine dans Assiette au beurre où il dénonce les iniquités sociales et affirme ses aspirations et sa démarche libertaires.
En 1901, Samuel-Sigismond Schwarz fait appel à ses talents pour illustrer la première couverture de L'Assiette au beurre. Schwarz n'avait publié jusqu'alors que des magazines plutôt légers ; Steinlen était très au fait de ce qui se passait dans le monde de la presse engagée en Europe, il était un ami d'Albert Langen, le fondateur de la revue satirique allemande Simplicissimus, un éditeur militant qui fut rapidement condamné par le pouvoir impérial, et qui s'était inspiré en 1896 du Gil Blas illustré.
En 1902, Steinlen milite pour la constitution d’un syndicat des artistes peintres et dessinateurs dont il prononce le discours d’adhésion à la Confédération générale du travail en juillet 1905. En 1904, il adhère à la Société des dessinateurs et humoristes dont, en 1911, il est un des présidents d’honneur. En 1905, il adhère ainsi que Charles Andler, Séverine ou encore Octave Mirbeau, à la « Société des amis du peuple russe et des peuples annexés » dont le président est Anatole France. En 1907, il figure parmi un comité constitué pour ériger une statue à Louise Michel. Il est également signataire de diverses pétitions, contre la condamnation à mort du cordonnier Jean-Jacques Liabeuf en 1910.
Théophile Alexandre Steinlen a cinquante-cinq ans lorsque la Première Guerre mondiale éclate. Trop âgé pour être mobilisé, il se rend toutefois deux fois au front en mai puis juillet 1915 sur des initiatives personnelles. Sous son crayon est dépeint le quotidien des soldats. 
En 1917, il est officiellement missionné par la Mission Artistique aux Armées qui chargea les artistes de rapporter des œuvres graphiques du front. Il se concentre tout particulièrement, dans ses dessins, sur la misère dans laquelle étaient plongés les soldats (faim et froid dans les tranchées) et sur l’exode des civils français (représentés sur les routes ou devant leur maison en ruines).

### Hommage
Un monument en pierre et en bronze, dit Fontaine Steinlen, dû au sculpteur Paul Vannier,, a été érigé en sa mémoire dans le square Joël-Le Tac (18e arrondissement de Paris), qui fut aménagé en cette occasion en 1935. Dans le même arrondissement, une rue porte son nom. 
Le monument comporte au sommet un couple populaire s'embrassant, qui surmonte deux bas-reliefs de bronze représentant d'un côté une scène de rue avec des gens humbles et une marchande des " quatre saisons " et de l'autre des ouvriers au travail.
Pendant l'occupation de Paris par les allemands, les bronzes des bas-reliefs avaient été fondus. C'est seulement en 1962 que le crédit nécessaire est réuni pour confier à l'architecte André Vincent Becquerel le projet d'exécuter de nouvelles fontes des bas-reliefs et de les réinstaller, tels qu'ils sont aujourd'hui.
Sa fille Colette épouse Roger Désormières (1898-1963), chef d'orchestre.

## Œuvres

### Peinture
- Chat sur un coussin.
- La rentrée des ouvrières, Paris, musée d'Orsay
- Femme au corsage blanc, 1900, Musée Toulouse-Lautrec
- Les Éléments. Formes et couleurs, 1900.
- L'Application à la décoration des brodeuses au métier et à l'aiguille, 1900.
- Fête de nuit, 1900.
- Poilu, 1917, Paris, musée d'Orsay
- Café à Léon, 1921, collection privée.
- Belmont-sur-Lausanne, 1923.
- Couple d’amoureux.
- La Détente.
- La belle Rousse.
- L'Assiette au beurre.

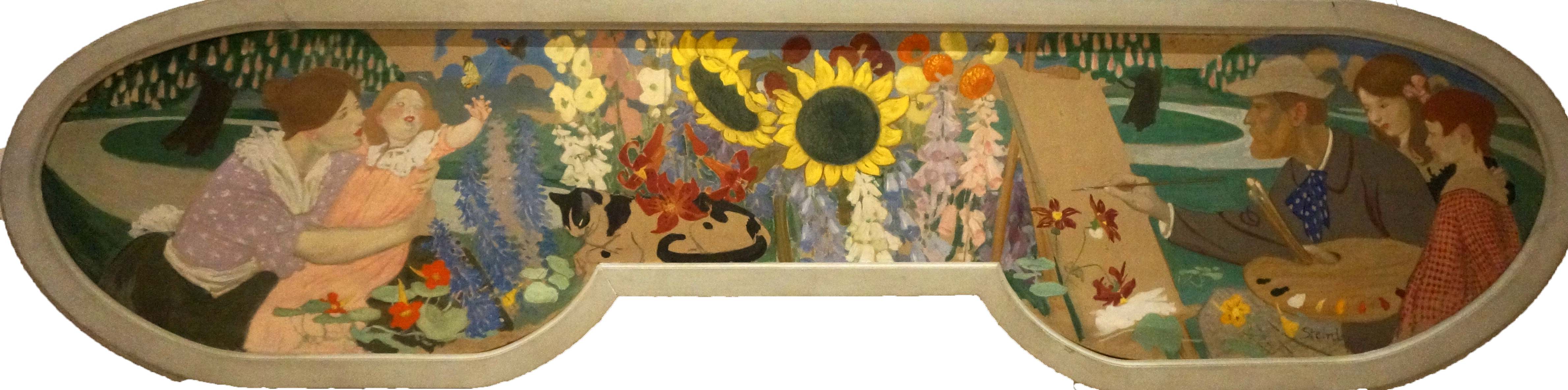
Les Éléments. Formes et couleurs (1900), musée des Beaux-Arts de Nancy.
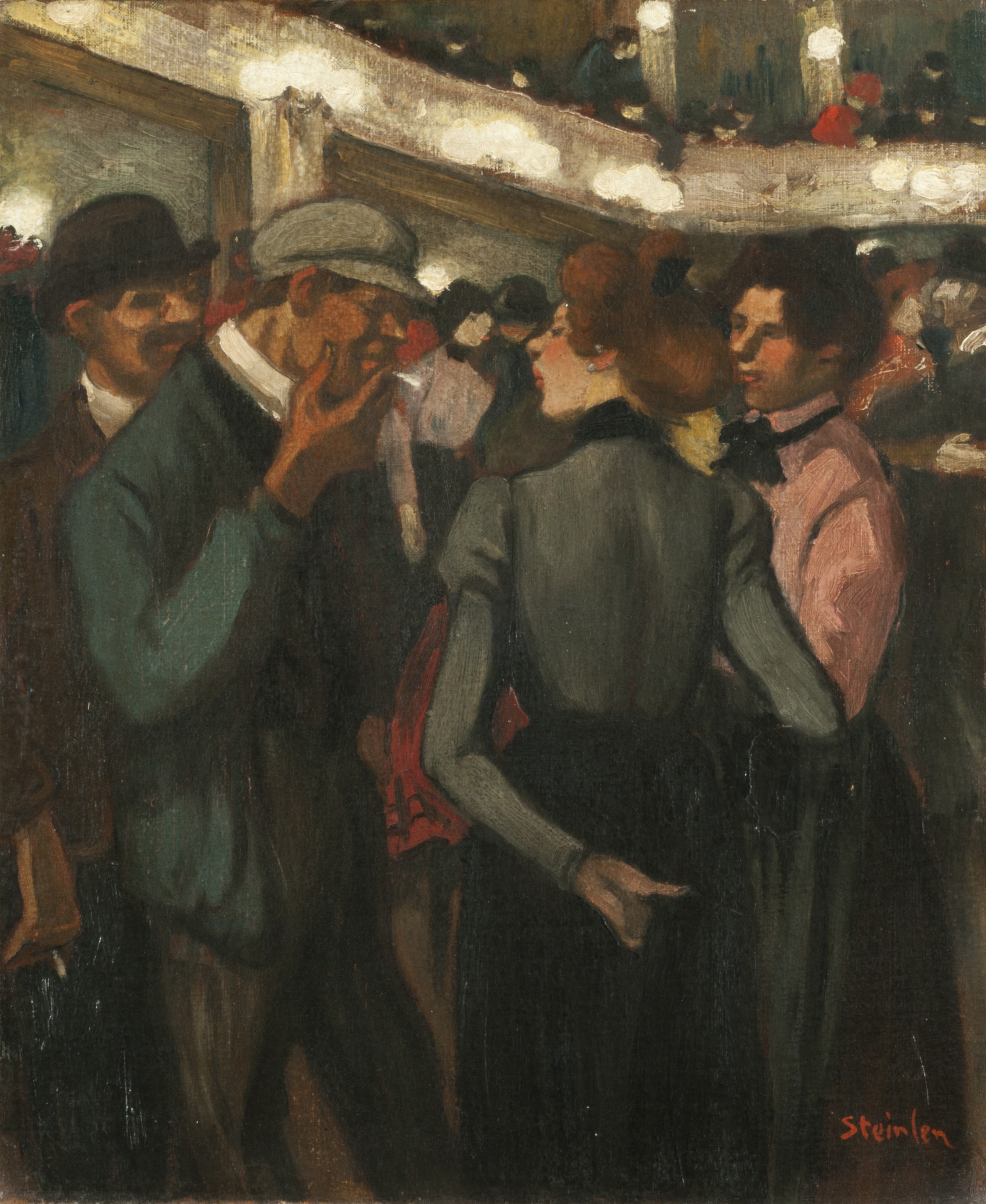
Filles et souteneurs au Moulin Rouge, Buenos Aires, musée national des beaux-arts d'Argentine.
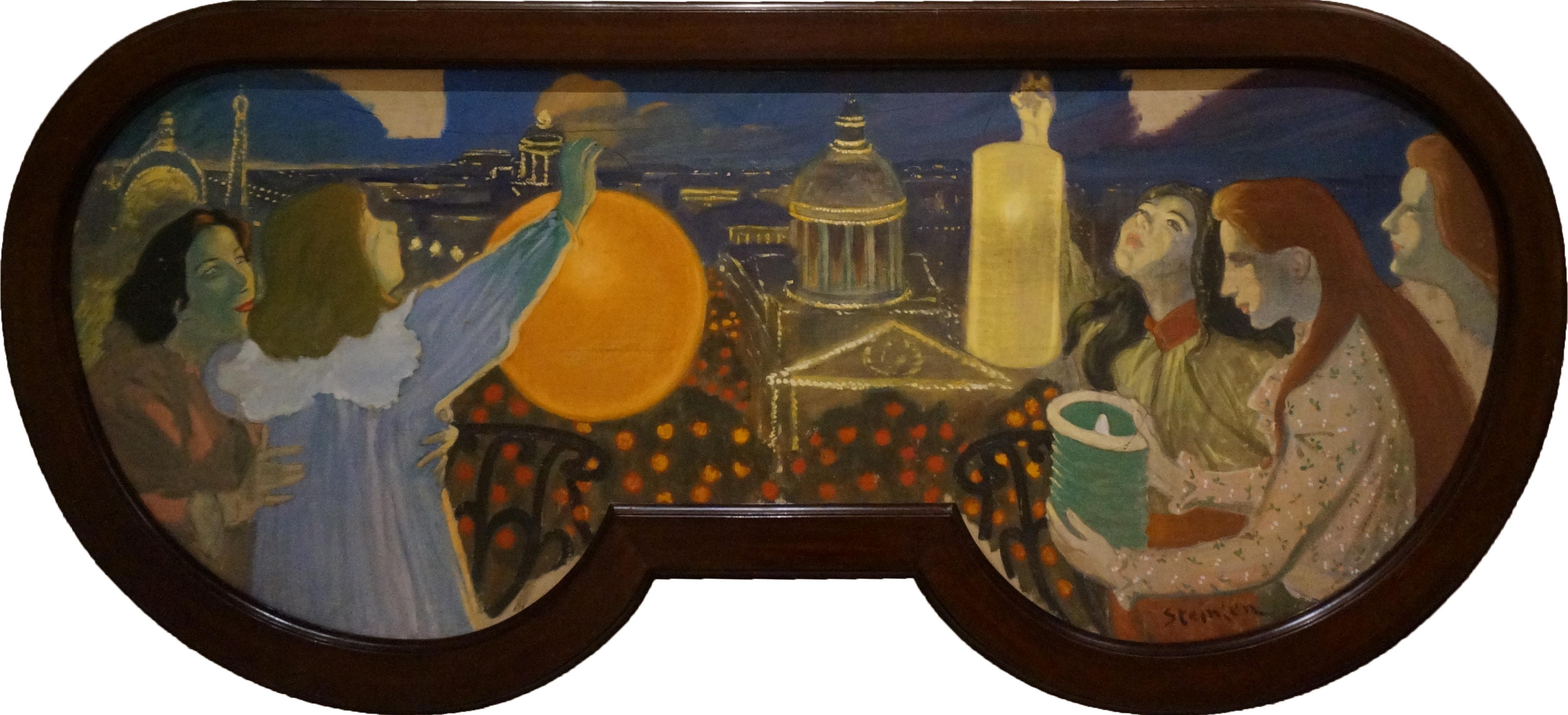
Fête de nuit (1900), musée des Beaux-Arts de Nancy.
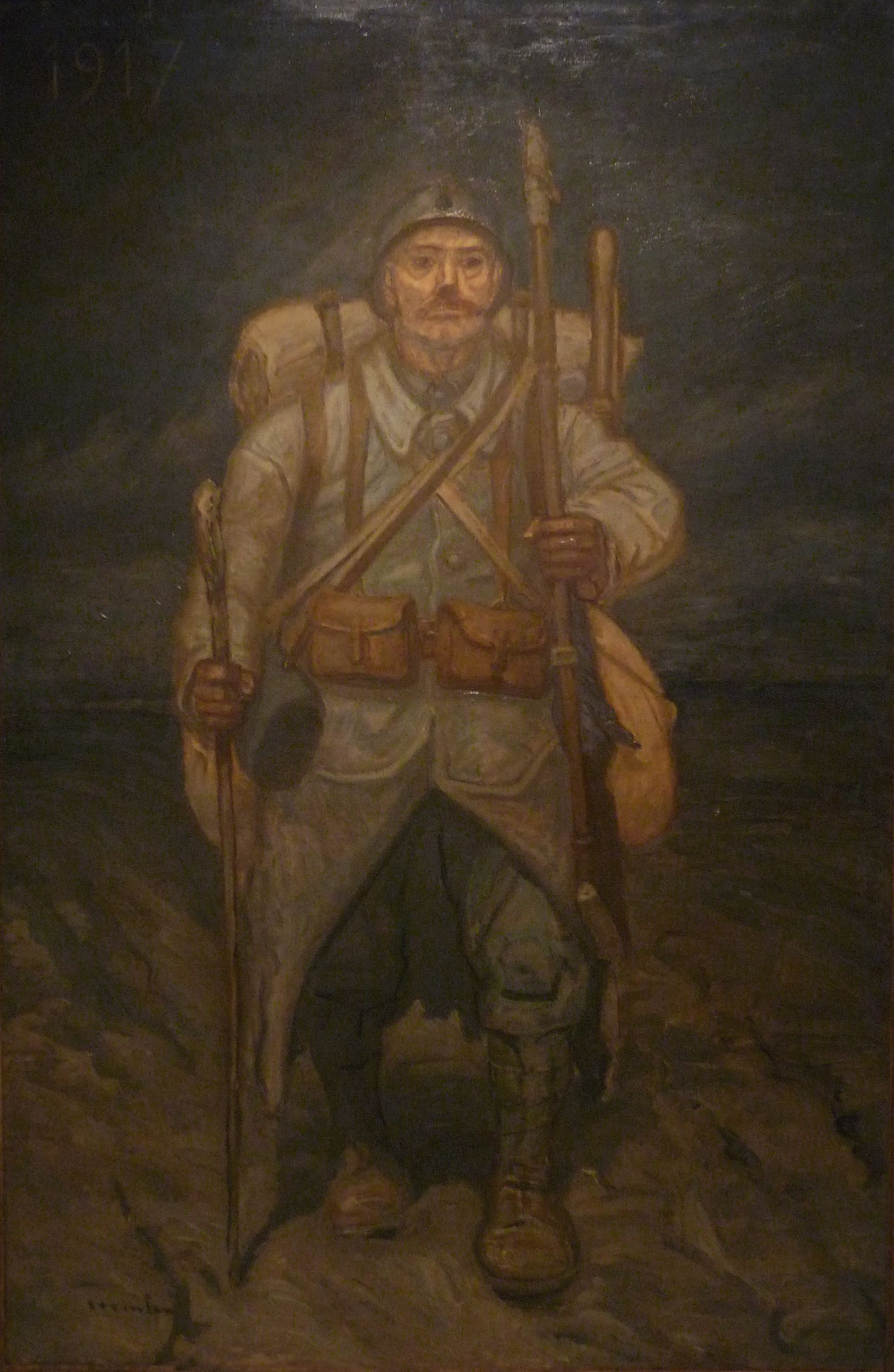
Poilu (1917), Paris, musée d'Orsay.
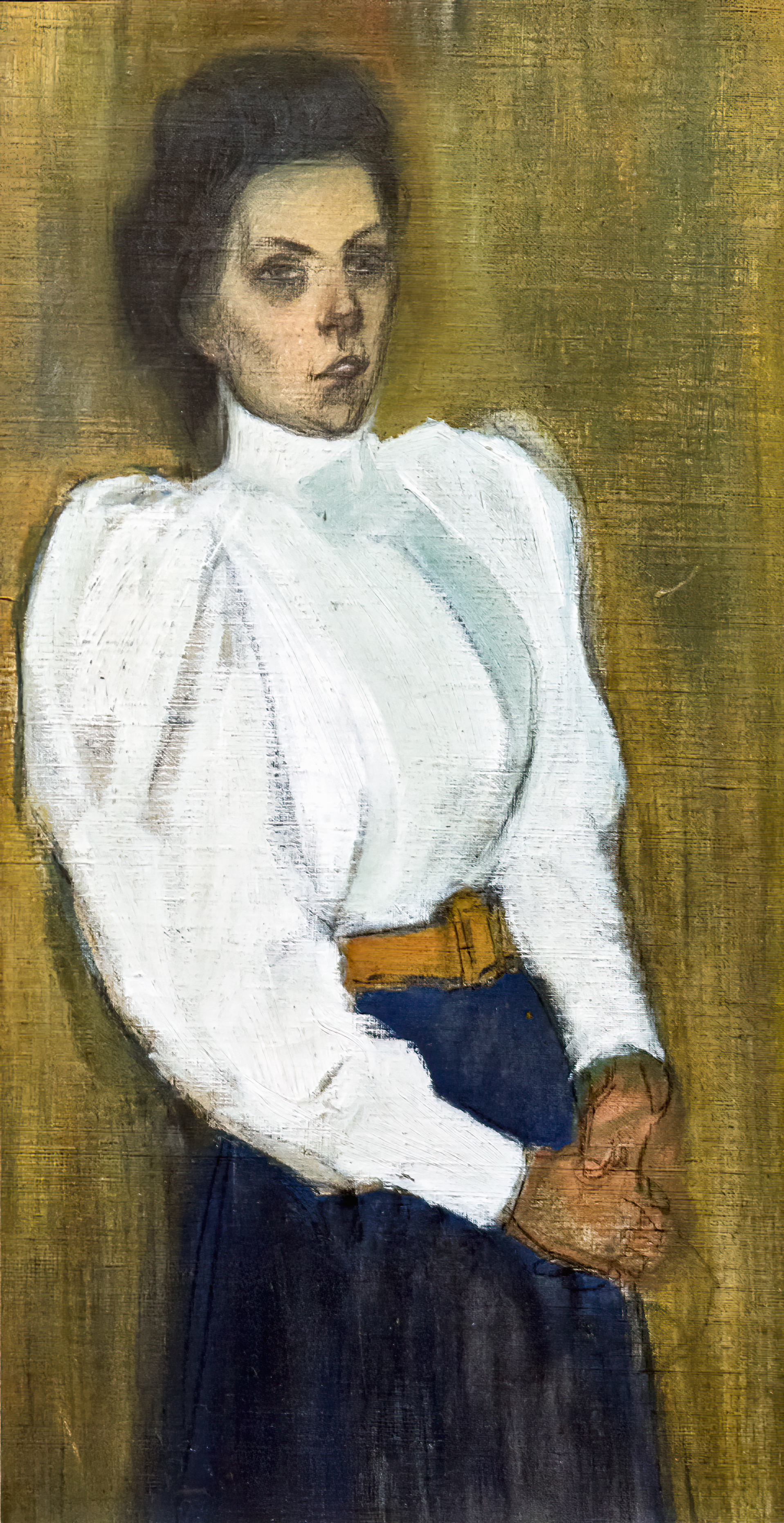
Femme au corsage blanc vers 1900.

### Dessin
- L’Omnibus..
- Le Flâneur[13]
- Le chemineau à la besace
- Retraité allumant sa pipe
- Anatole France.
- Jeune femme au buste découvert.
- Les Bouquetières.
- Chemin creux à Courdimanche.
- Le Violoniste.
- Personnages au turban bleu.
- Études de femmes debout.
- Couple d'amoureux près des anciennes fortifications de Paris communément appelées “les fortifs”, fusain, 45 × 62 cm, Gray, musée Baron-Martin.
- Intérieur du cabaret Le Mirliton; Crayon sur Papier

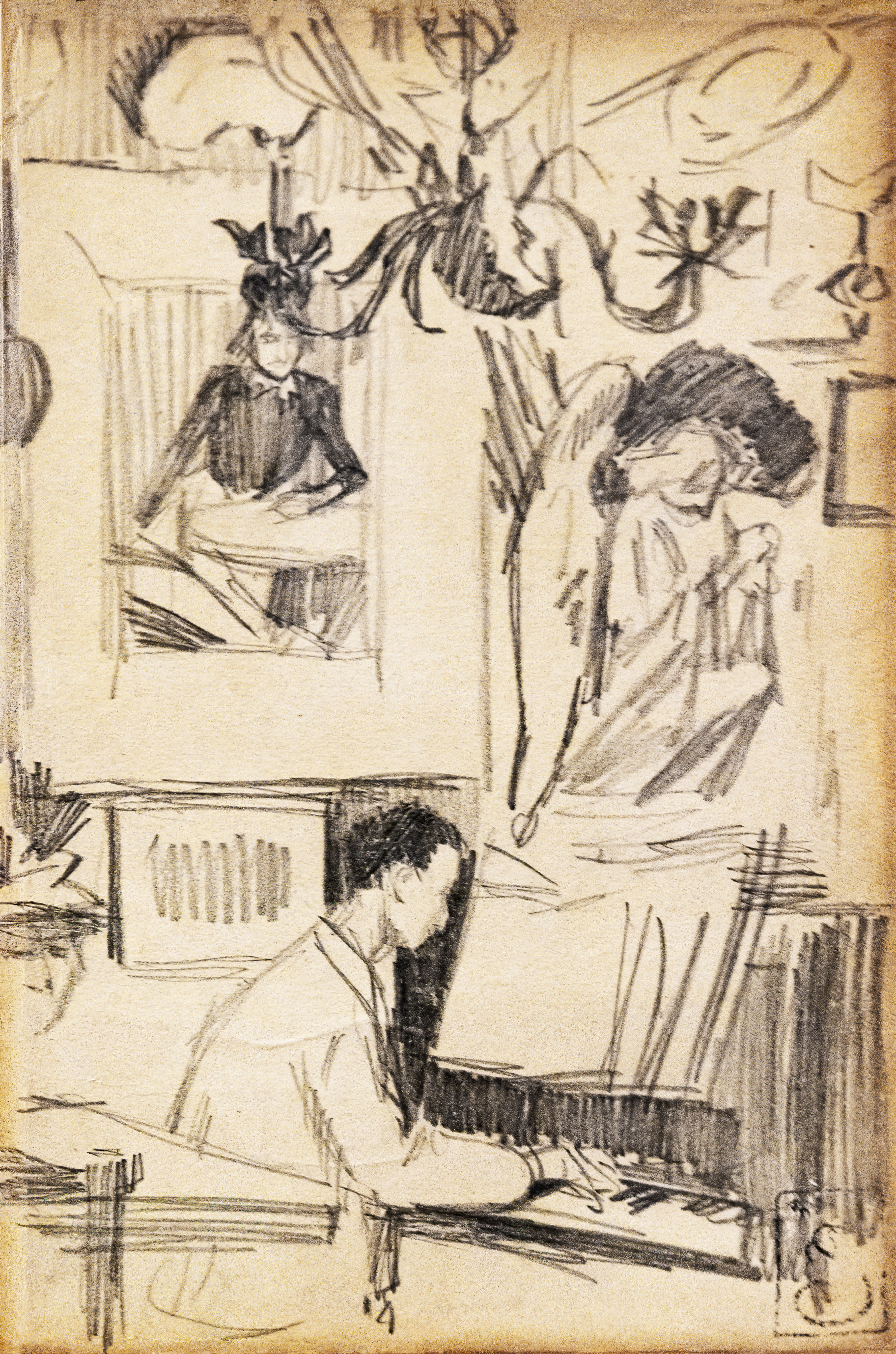
Intérieur du cabaret Le Mirliton. Crayon sur Papier.
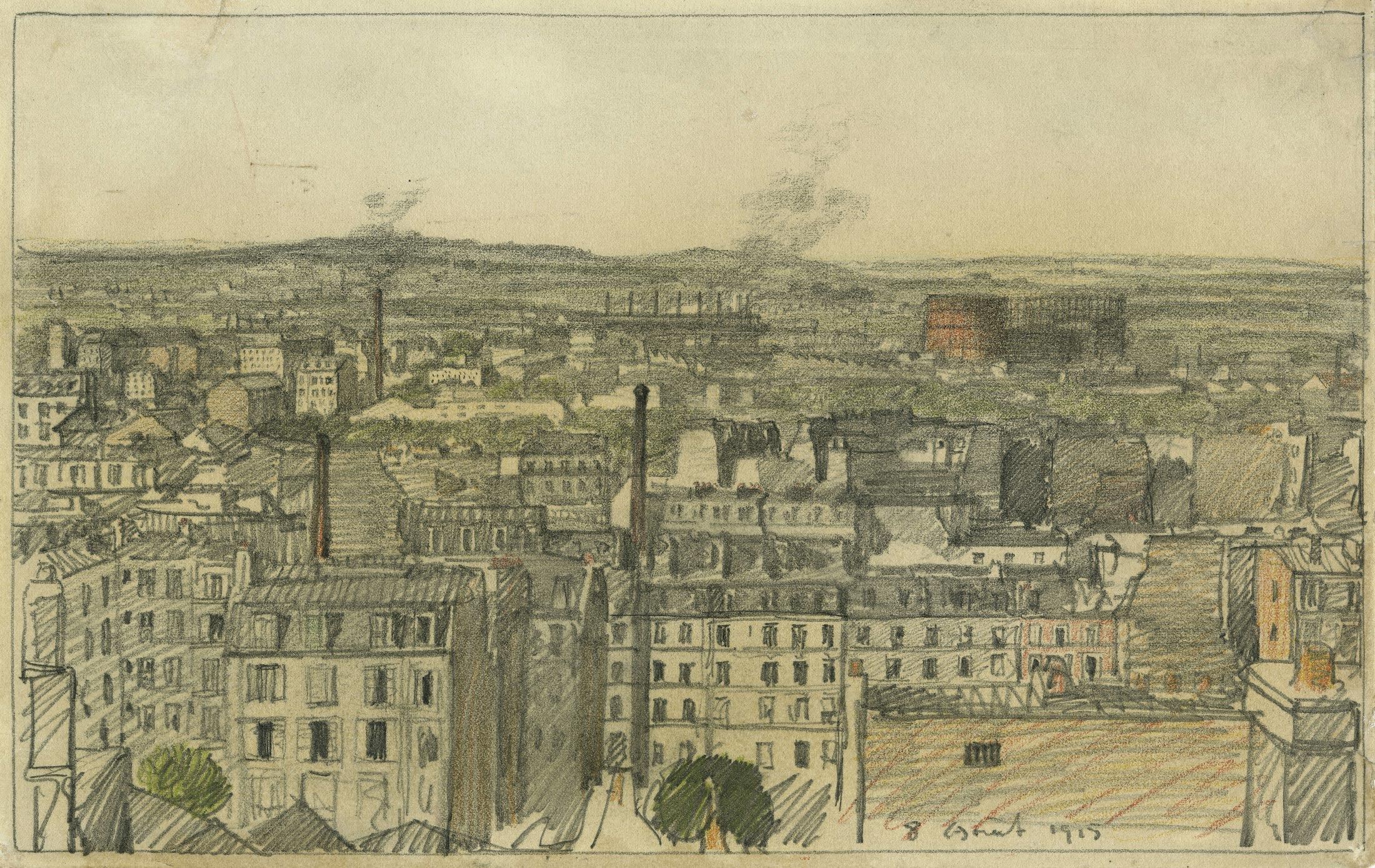
Etude d'une ville Dessin au crayon sur papier crème (1915).
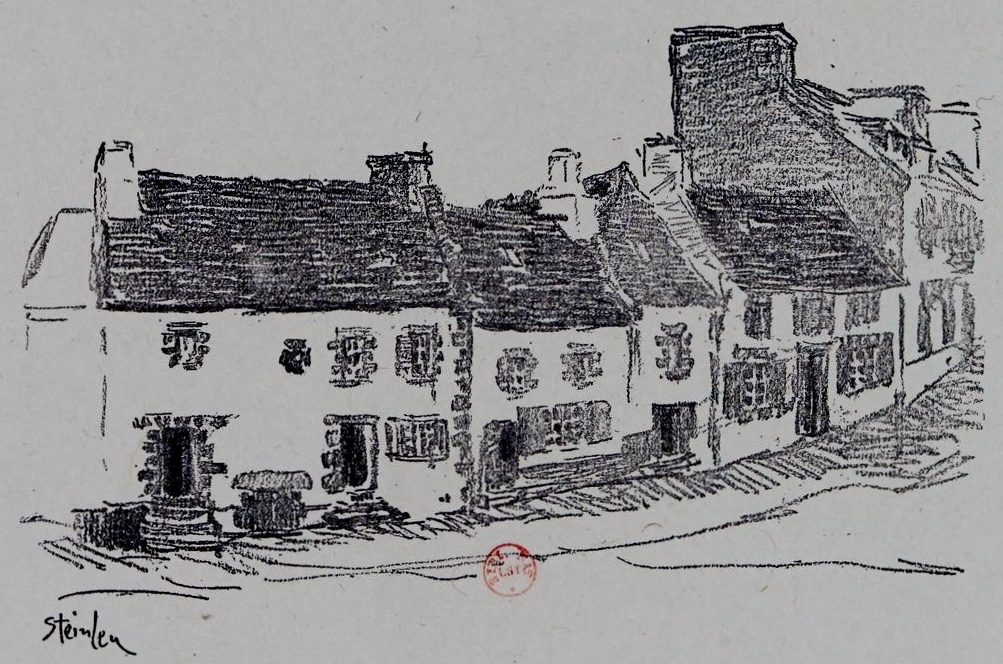
Le bourg breton de Plestin (1902).
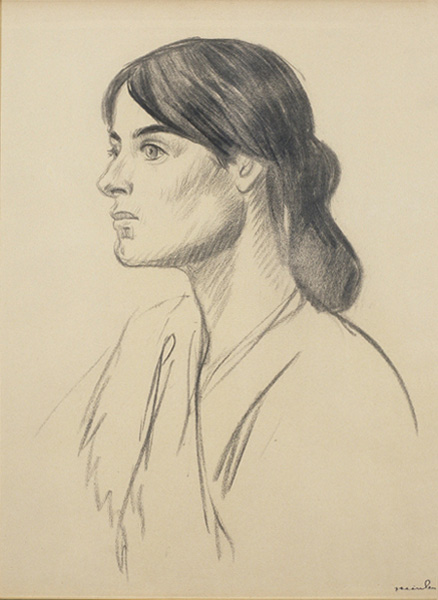
Portrait de Suzanne Valadon, Vernon, musée Alphonse-Georges-Poulain.

### Lithographie et gravure
- Les deux Chats.
- Tournée du Chat noir, 1896, lithographie en couleurs.
- Clinique Chéron, 1905, lithographie en couleurs et affiche.
- L'enfant serbe, Arlon, Musée Gaspar-Collection de l'Institut Archéologique du Luxembourg.
- La classe 17, 8 janvier 1916, Arlon, Musée Gaspar-Collection de l'Institut Archéologique du Luxembourg.
- Bal de barrière, 1898, lithographie sur papier, Gray, musée Baron-Martin.

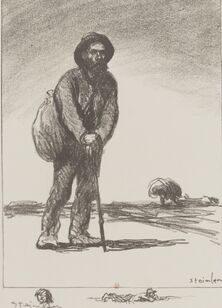
Le chemineau à la besace (1913).
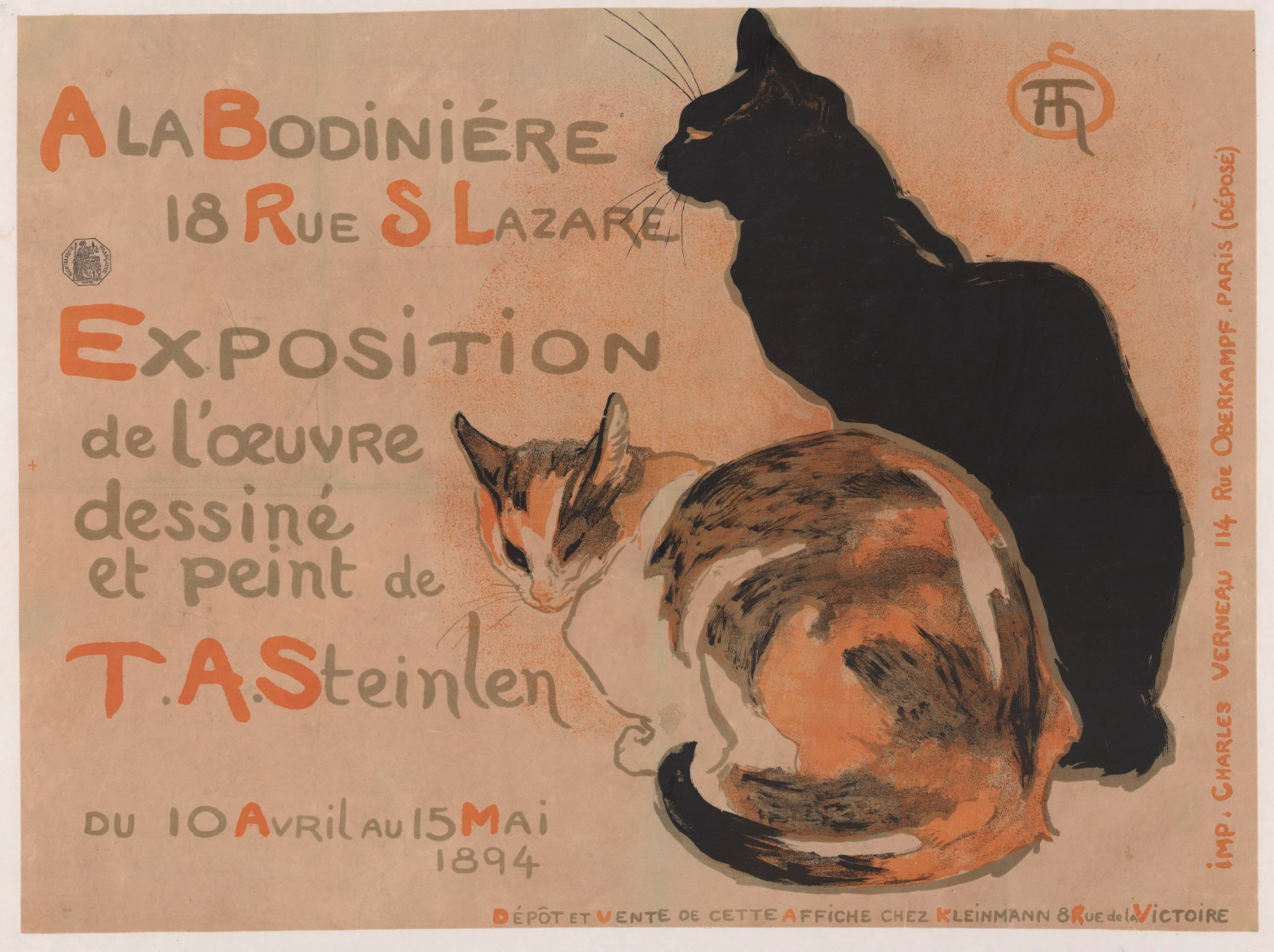
Exposition personnelle à La Bodinière (avril-mai 1894), affiche lithographiée.
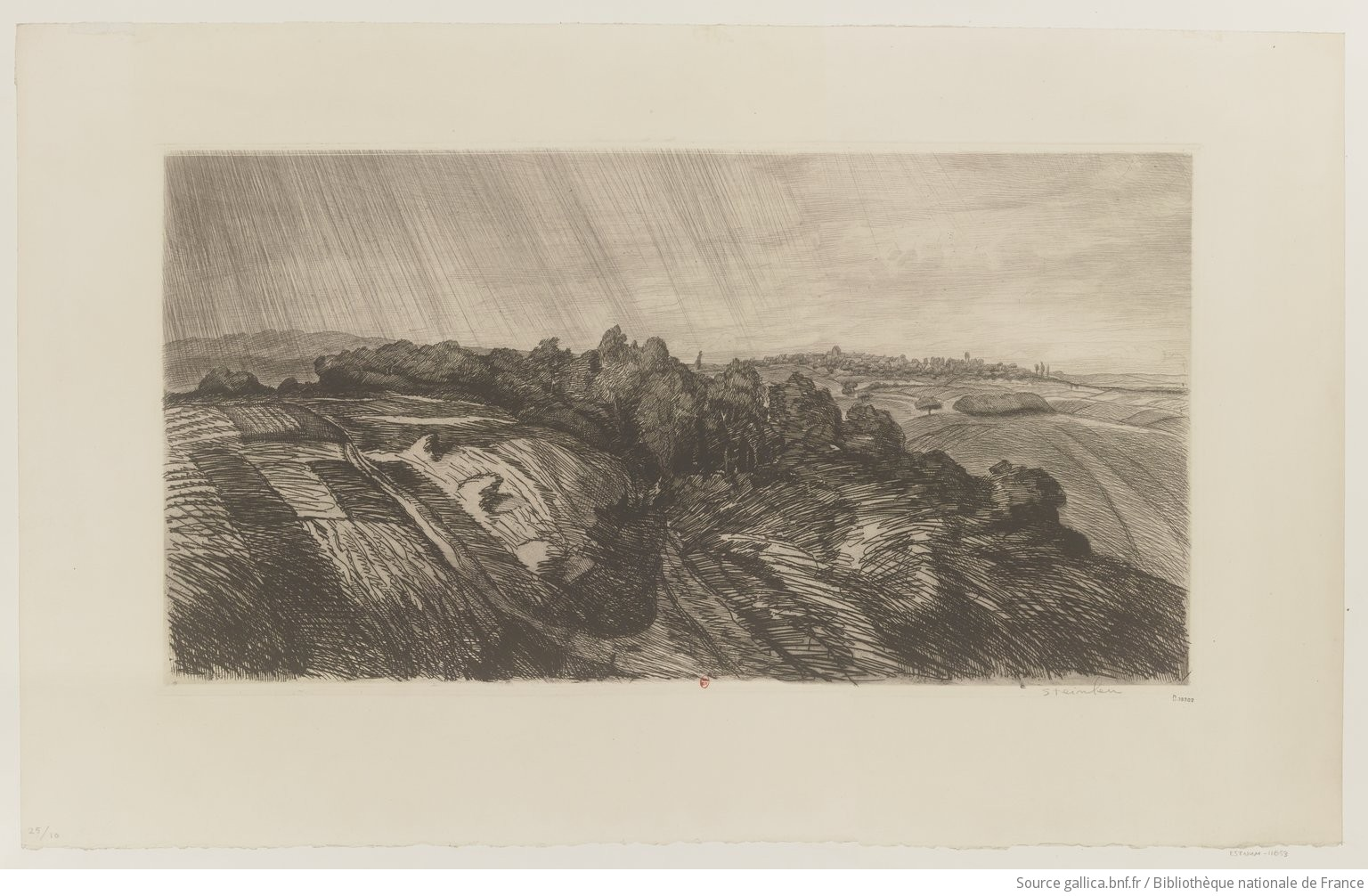
Chemin creux à Courdimanche (1914).
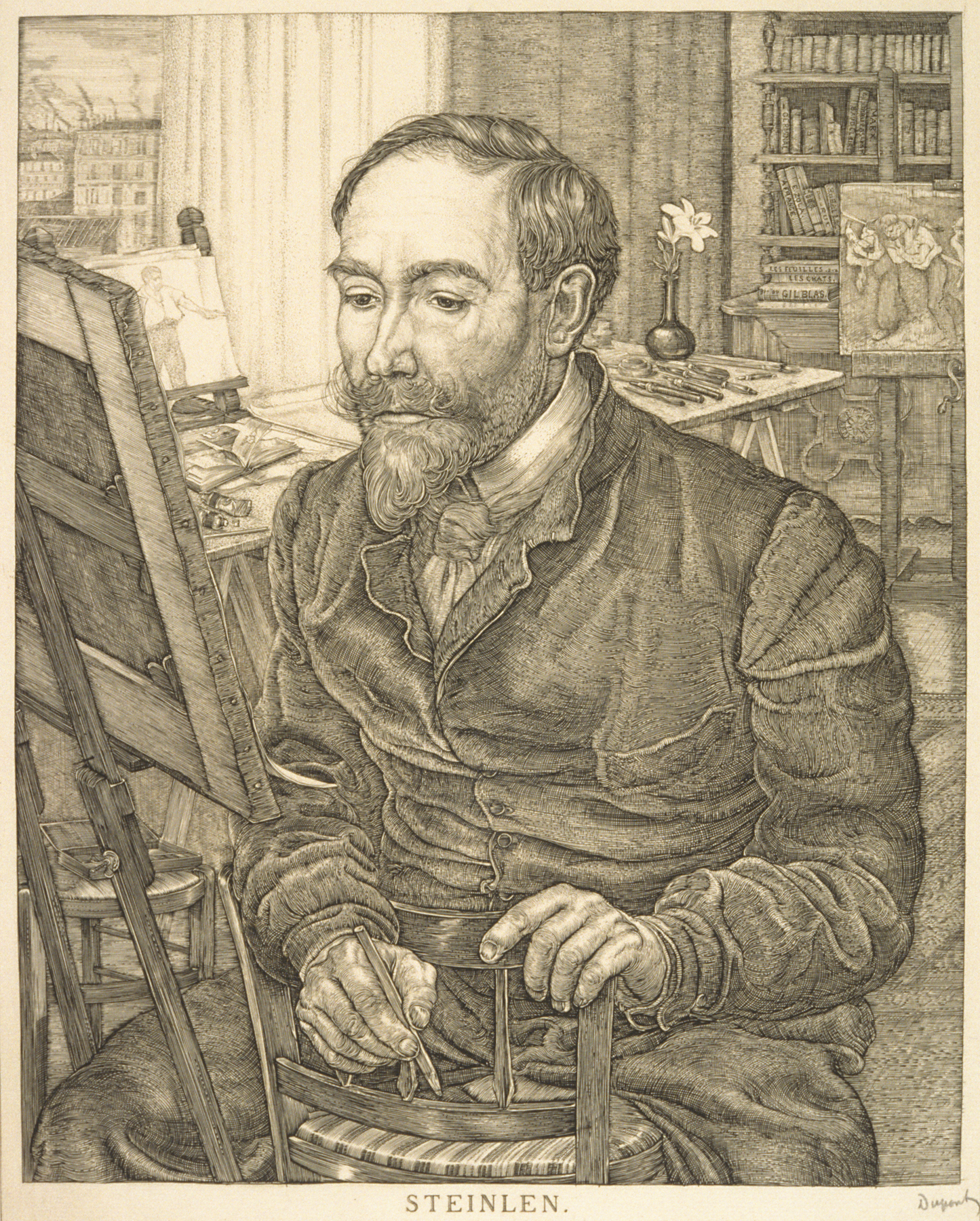
Pieter Dupont, Portrait de T. A. Steinlen (1901), gravure, Lawrence (Kansas), Spencer Museum of Art[14].

### Affiches
- Lait pur stérilisé de la Vingeanne.
- Aristide Bruant.
- Yvette Guilbert.
- Compagnie Française des Chocolats et des Thés.
- Le 14-Juillet.
- L'Absinthe.
- Le Beau Soir.
- Dans la pluie et le vent.

Affiches reproduites dans Les Maîtres de l'affiche
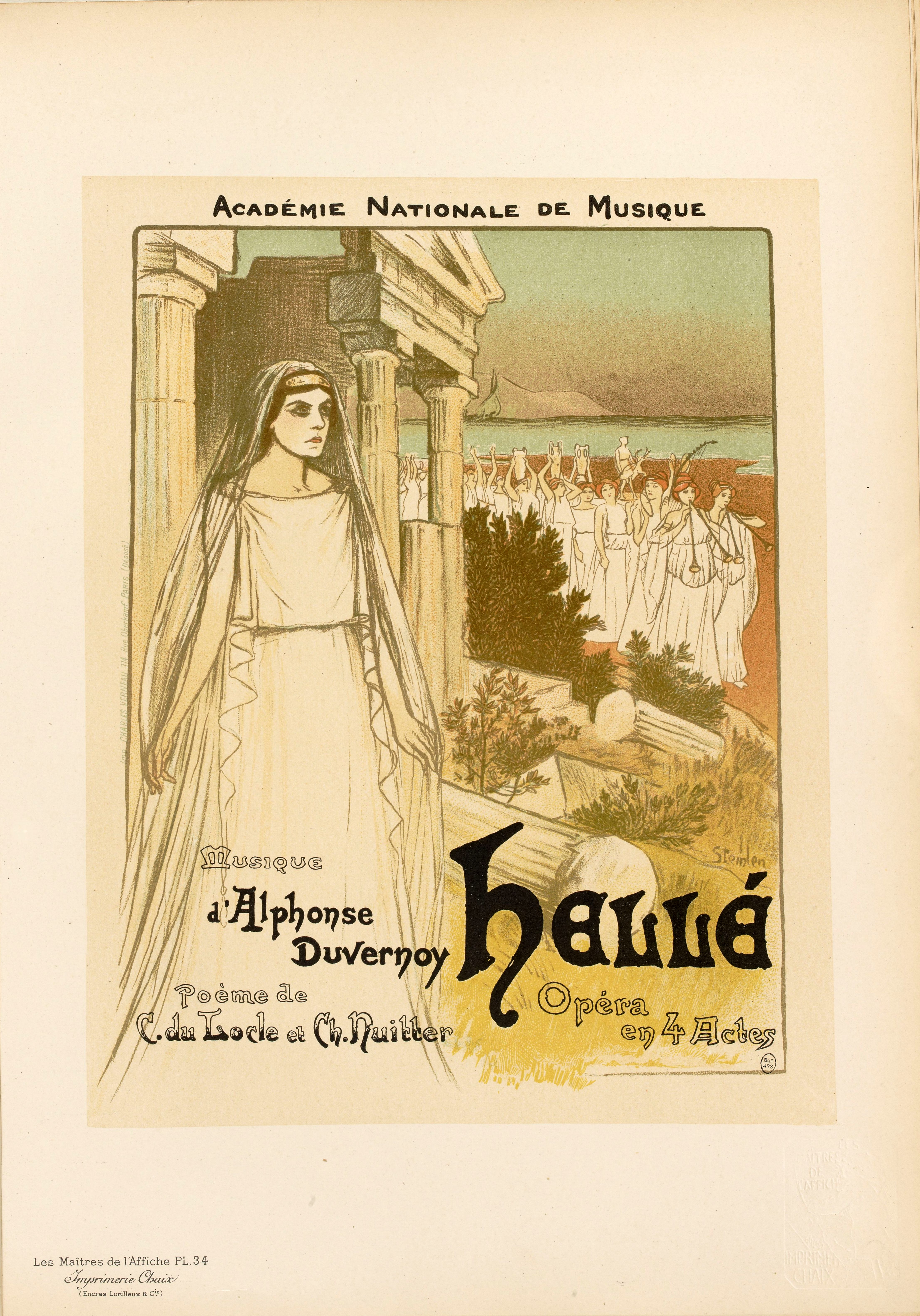
Hellé
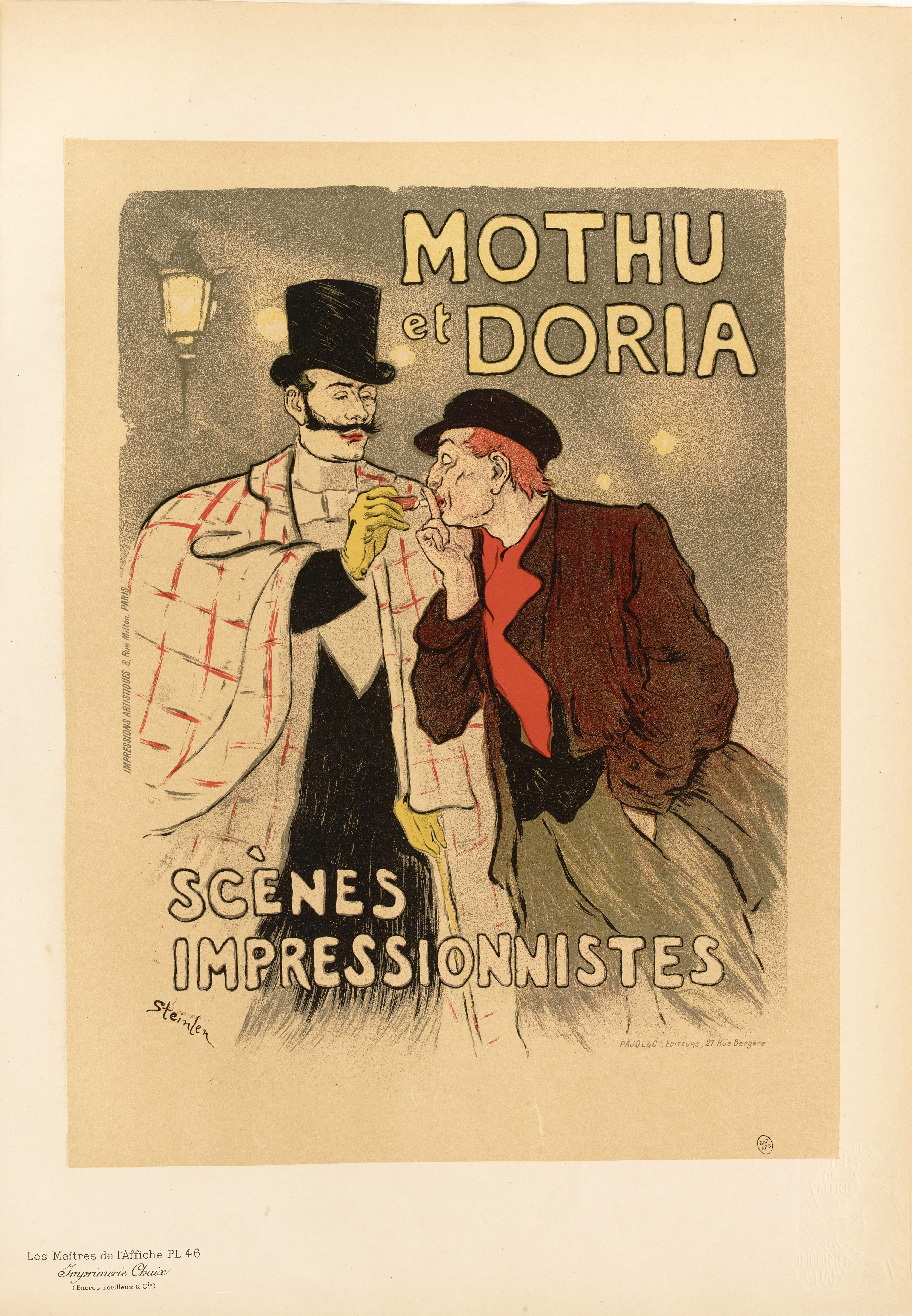
Mothu & Doria
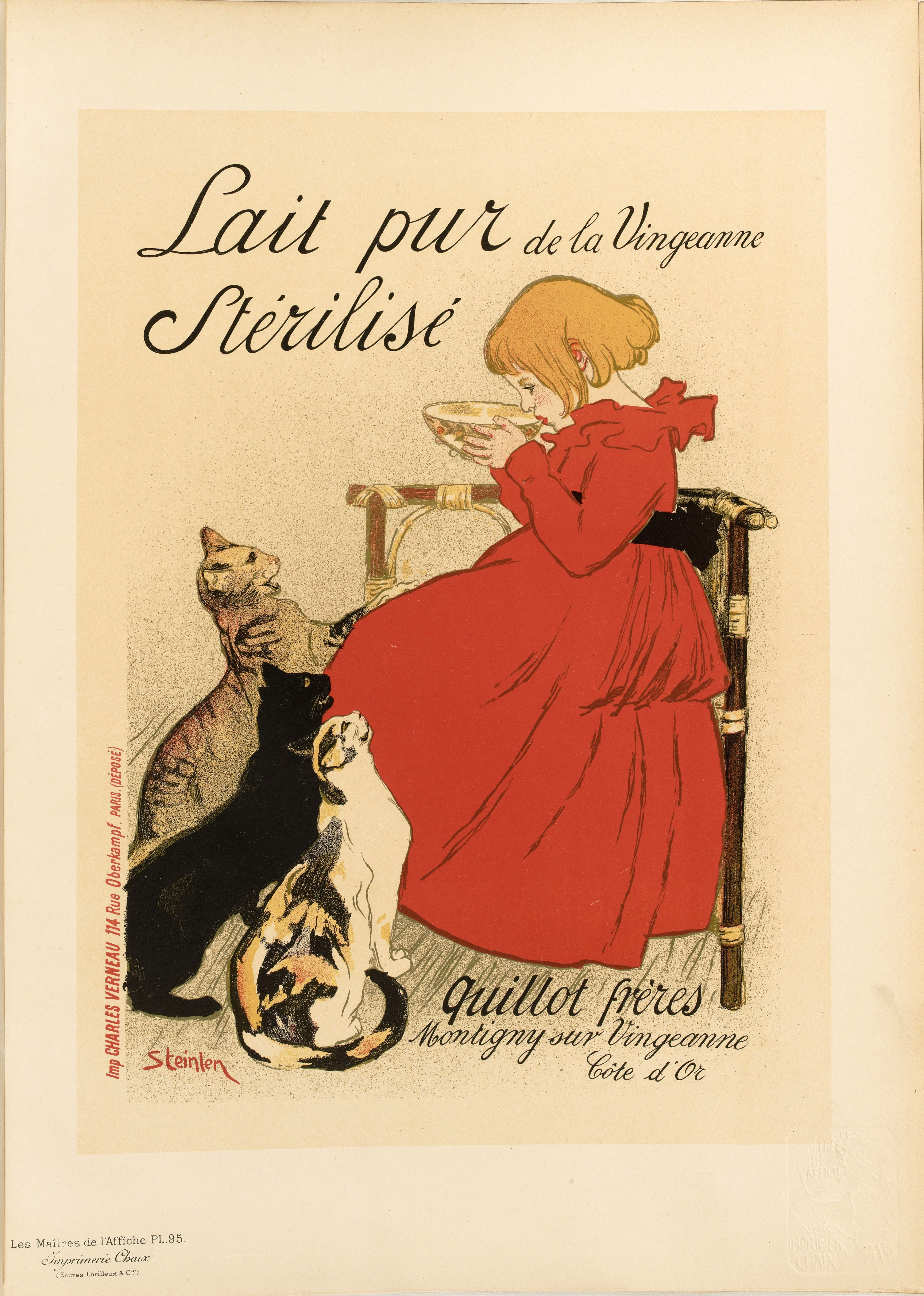
Lait pur stérilisé de la Vingeanne
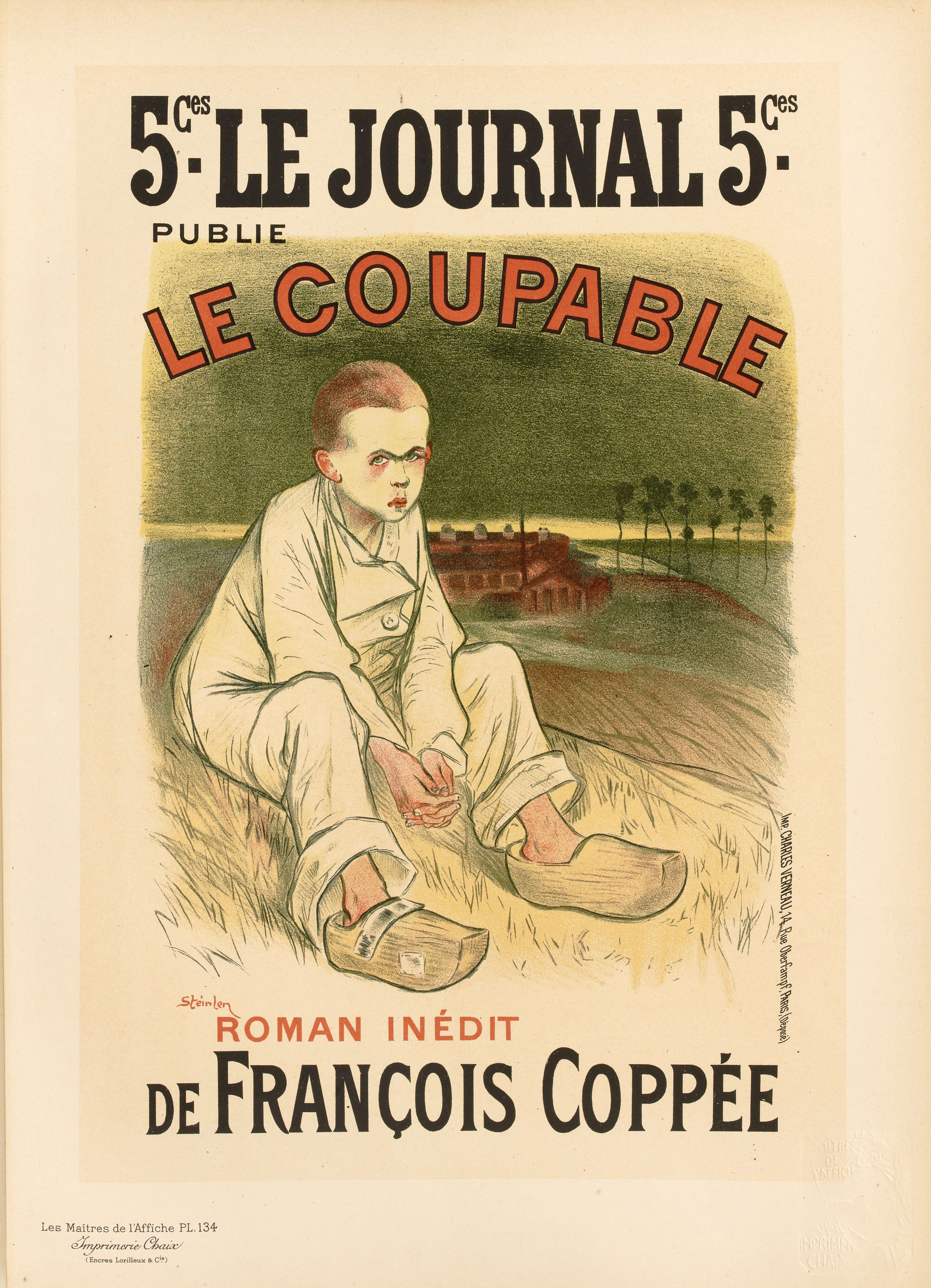
Le Journal publie: Le coupable
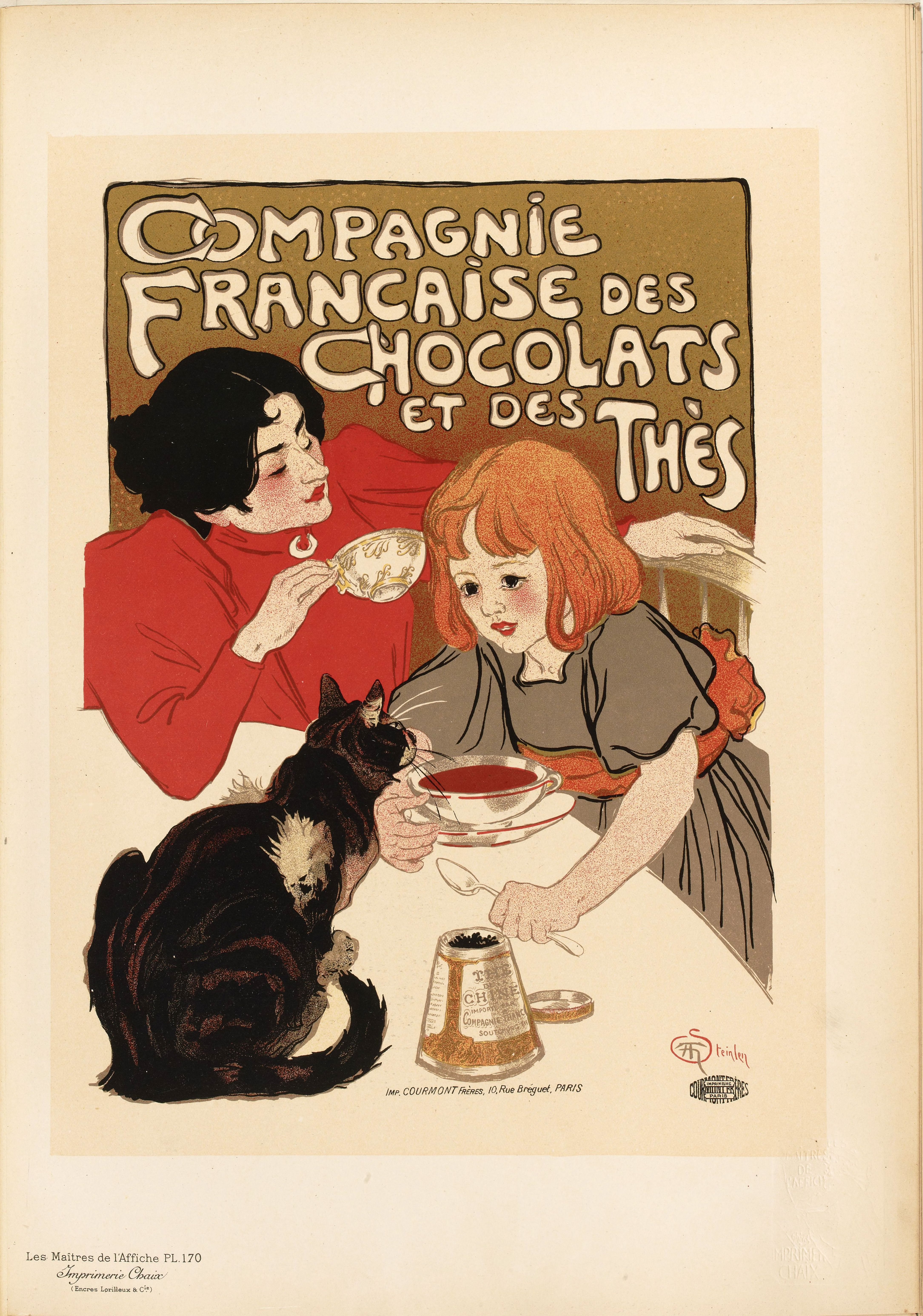
Compagnie Française des Chocolats et des Thés
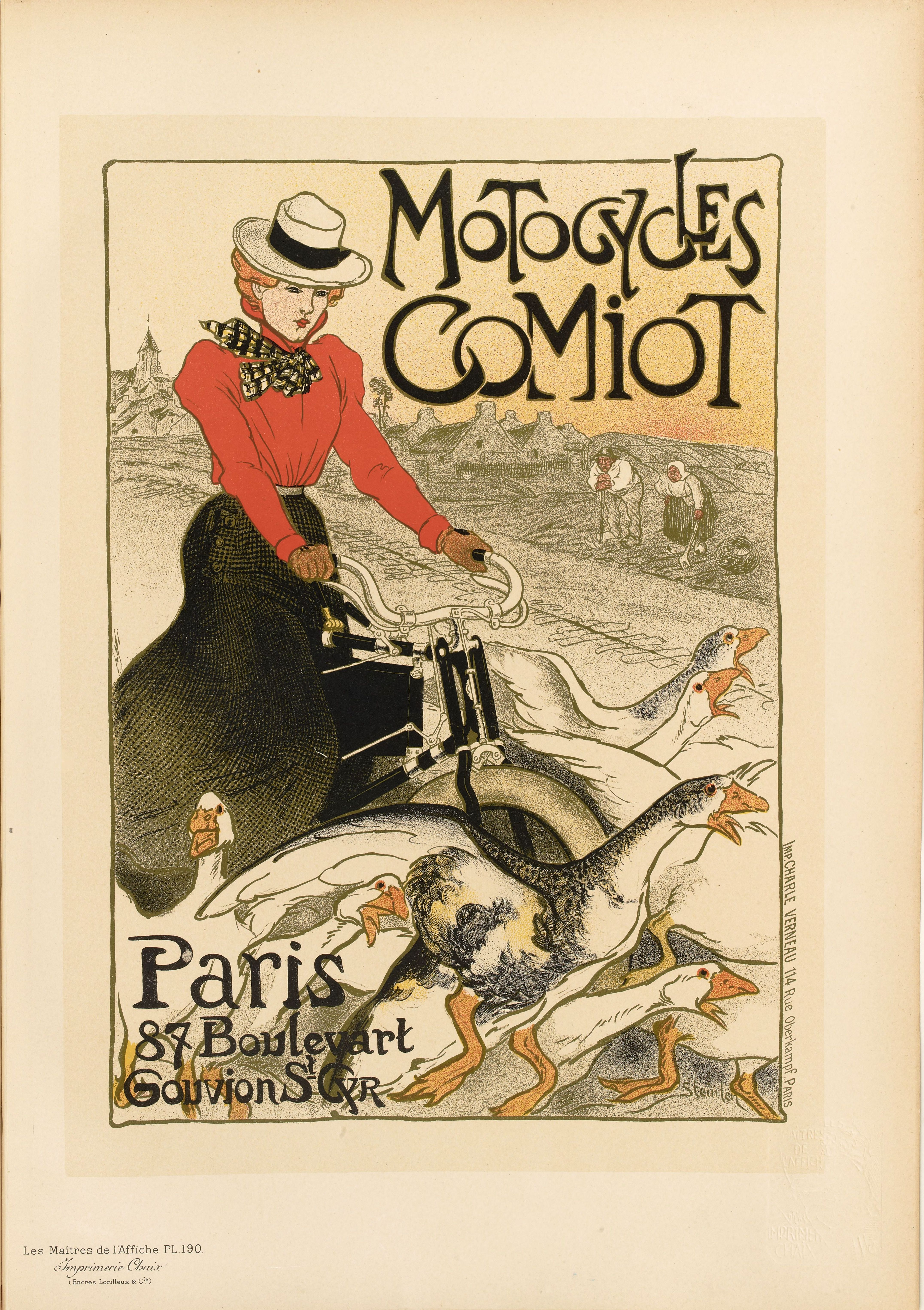
Moteurs Comiot

### Illustrations
- 1888 : Les Femmes d'amis de Georges Courteline.
- 1888 : Les Gaietés bourgeoises, de Jules Moinaux (père de Georges Courteline).
- 1889 : Dans la rue, recueil de chansons d'Aristide Bruant.
- 1889 : Dans la rue II, d'Aristide Bruant.
- 1896 : Les Chansons de femmes, de Paul Delmet.
- 1901 : Crainquebille, d’Anatole France.
- 1903 : Les Soliloques du Pauvre, de Jehan Rictus.
- 1905 : Le Train de 18h47 de Georges Courteline, illustré avec Albert Guillaume[15].
- 1907 : Les Gueules noires, d'Émile Morel.
- 1910 : La Chanson des Gueux, de Jean Richepin.
- 1914 : Barabbas, de Lucien Descaves.
- 1923 : Les Caillettes en paniers, de Jean des Vallières, Livre édité par La Connaissance à Orléans, 166 pages.

Illustrations de Steinlen
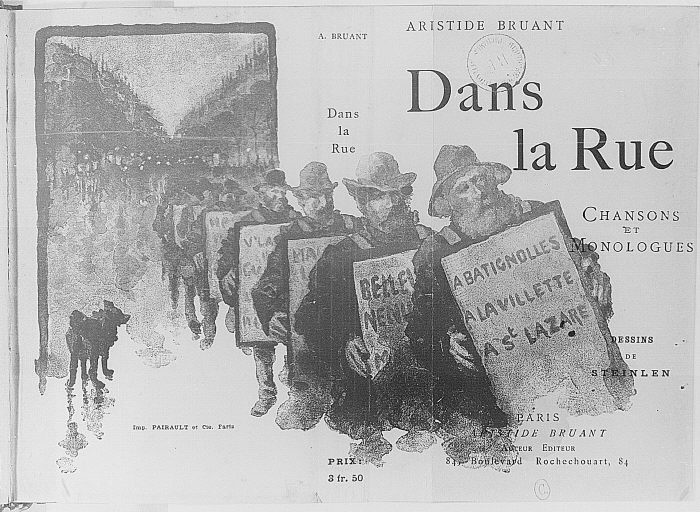
Dans la rue, d'Aristide Bruant.
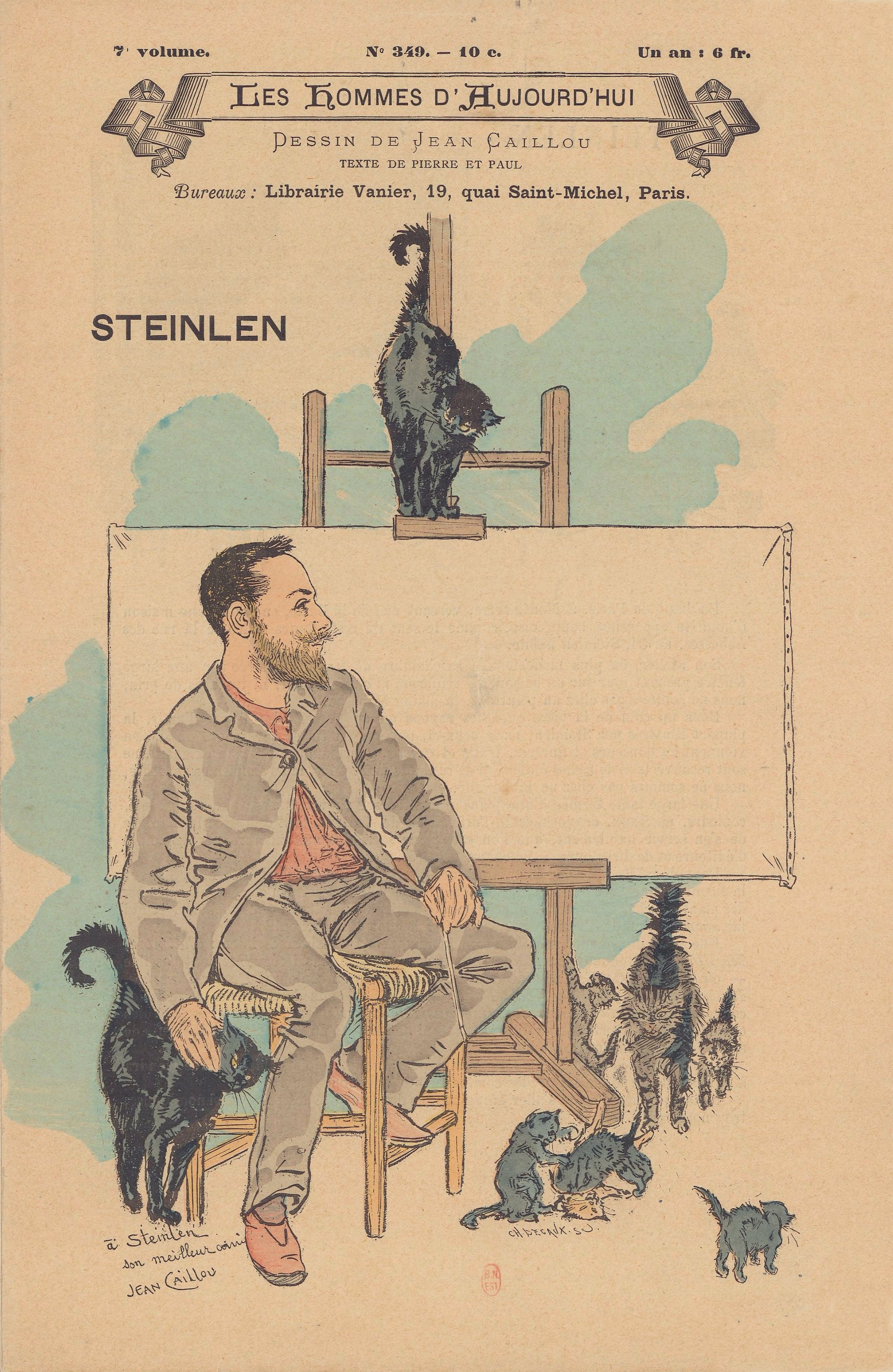
Les Hommes d'aujourd'hui, no 349, 1889. Steinlen se représente sous le pseudonyme de Jean Caillou.
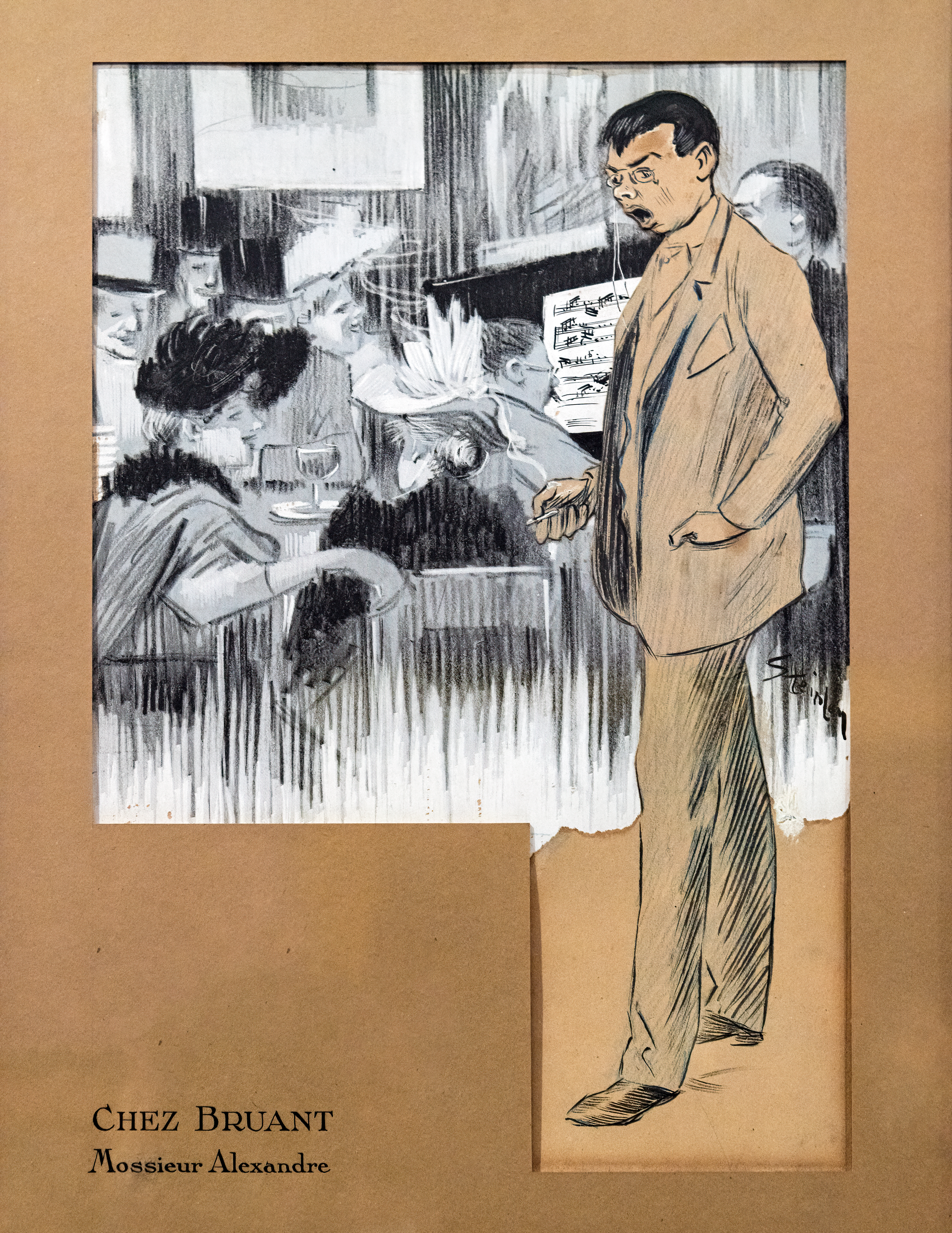
« Chez Bruant, Monsieur Alexandre », pour Le Mirliton, 1891.
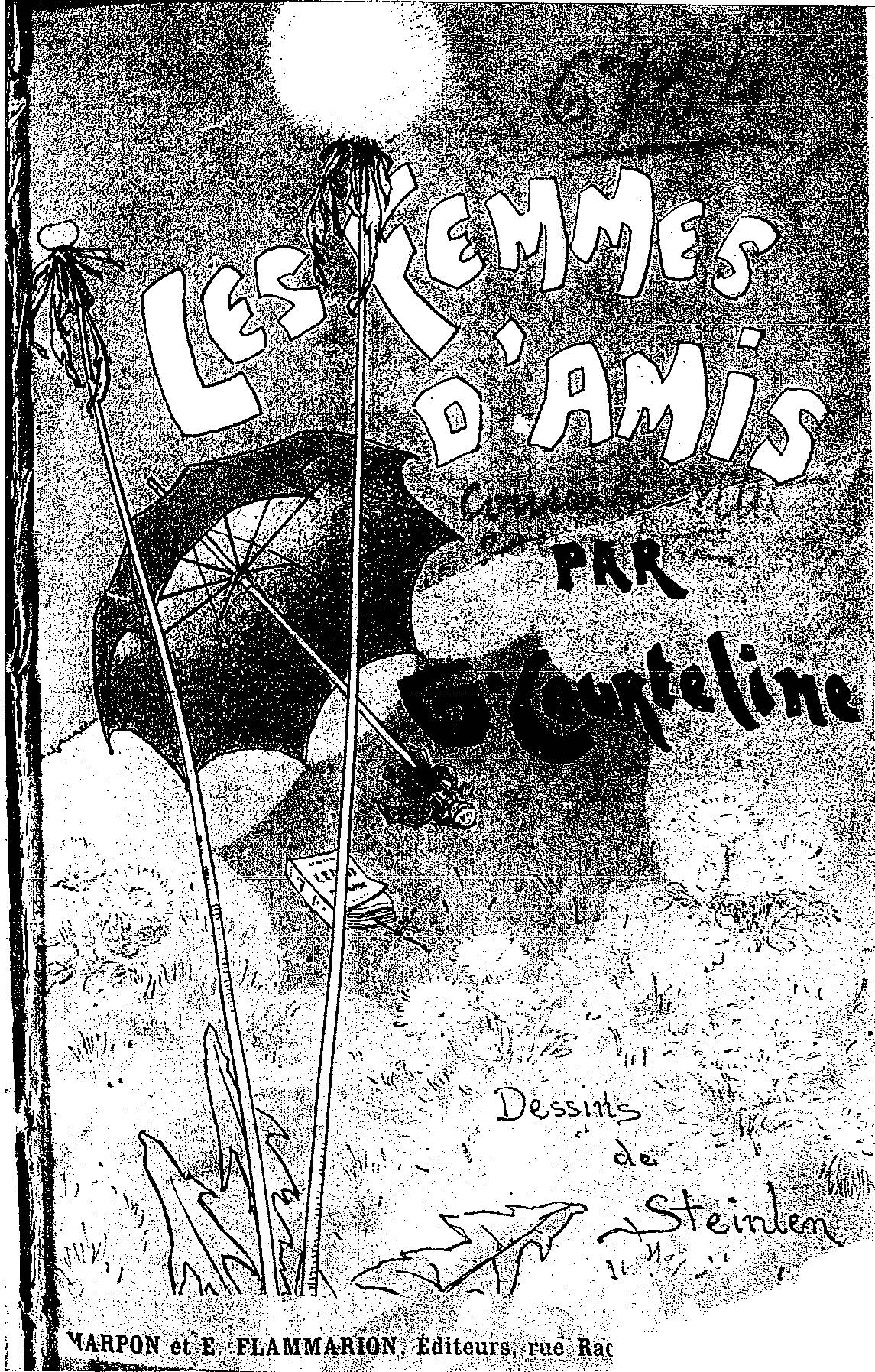
Les femmes d'amis, de Georges Courteline.
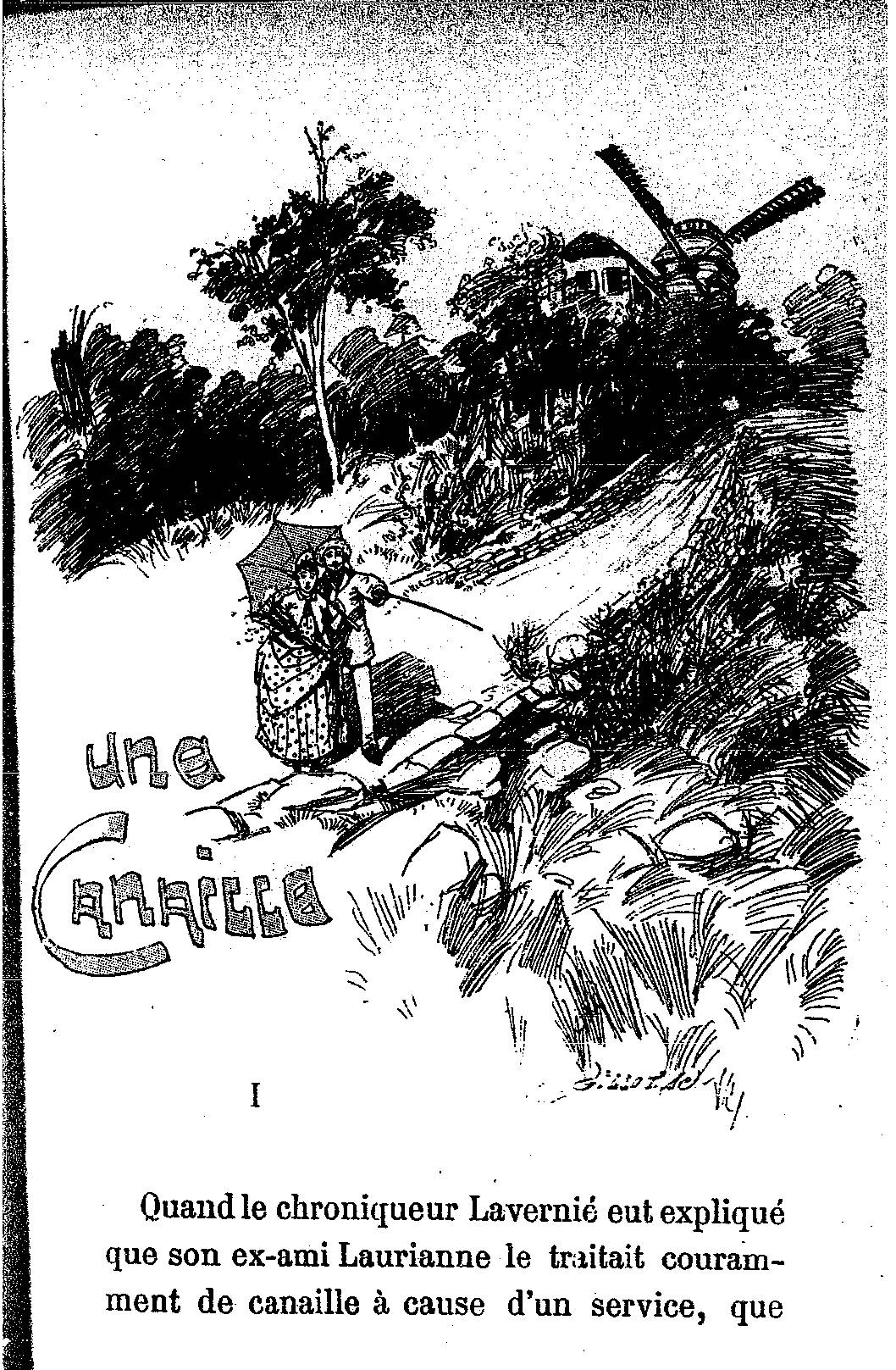
Une canaille, de Georges Courteline.
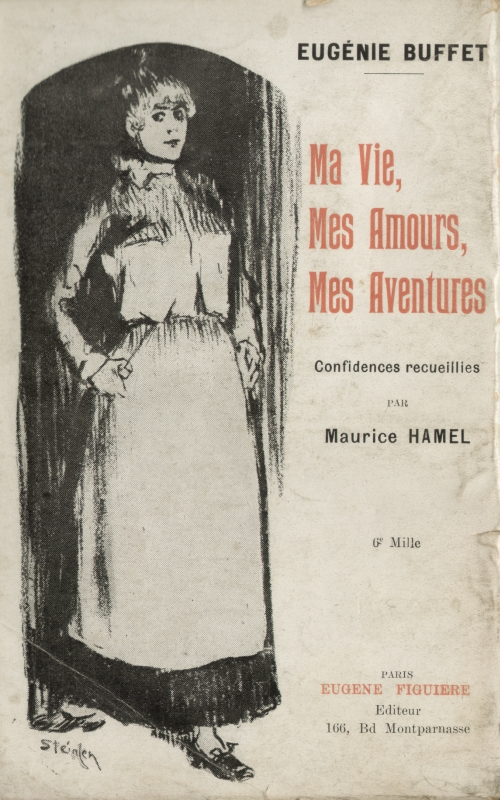
Ma Vie, Mes Amours, Mes aventures, d'Eugénie Buffet.

### Sculptures
- Le Chat assis, bronze à patine verte monté sur socle en marbre noir, 12 × 5 × 7 cm, dépôt du musée des Arts Décoratifs, Gray, musée Baron-Martin.

## Œuvres dans les collections publiques

### France
- Auvers-sur-Oise, Musée Daubigny
- Belfort, musées de Belfort : fonds de dessins de Steinlen liés à la Première Guerre mondiale.
- Périgueux, musée d'art et d'archéologie du Périgord : quatre Chats en bronze.
- Vernon, musée Alphonse-Georges-Poulain : fonds d'œuvres de Steinlen (peintures, fusains, dessins à la plume, etc.) provenant de la donation faite vers 1960 par la veuve du collectionneur belge Yvan Lamberty, ami de Steinlen, comme de Jehan Rictus, de Francisque Poulbot, et d'autres artistes et écrivains.

### Belgique
- Arlon, Musée Gaspar-Collection de l'Institut Archéologiques du Luxembourg, lithographies[16].

### Suisse
- Genève, Petit Palais :
  - 14 juillet 1895 ;
  - Chat.

### Norvège
- Stiftelsen Lillehammer museum :
  - Nedre Langseth à Follebu ;
  - Jeune fille sur un banc de jardin entouré des fleurs ;
  - Palette

## Expositions
- Montreuil-sous-Bois, musée de l'Histoire vivante, Le Bel héritage, rétrospective 1885-1922, du 18 mars au 31 mai 1987.
- Clermont-Ferrand, musée d'Art Roger-Quilliot, « Dans la vie »[17] du 10 mars au 10 mai 1998[18].
- Auvers-sur-Oise, musée Daubigny, « Théophile-Alexandre Steinlen (1859-1923) - Un autre regard », du 21 avril au 3 novembre 2002.
- Musée d’Art et d’Archéologie de Guéret, « Théophile Alexandre Steinlen (1859-1923), Regard sur les ouvriers du bâtiment », du 4 octobre 2003 au 4 janvier 2004.
- Musée cantonal des beaux-arts de Lausanne, « Steinlen, l'œil de la rue », du 17 octobre 2008 au 25 janvier 2009[19].
- Bruxelles, musée communal des beaux-arts d'Ixelles, reprise de l'exposition de Lausanne « Steinlen, l'œil de la rue », du 12 mars au 30 mai 2009.
- Bezons, Vision d'un anarchiste de la grande boucherie, 22 lithographies de Steinlen exposées à la médiathèque Maupassant du 4 au 29 novembre 2014[20],[21].
- Paris, Musée de Montmartre, "Théophile-Alexandre Steinlen (1859-1923), l'exposition du centenaire", 13 octobre 2023 au 11 février 2024[22].

#### Ouvrages sur Steinlen
- Ernest de Crauzat, Steinlen peintre, graveur, lithographe, Paris, Ch. Meunier, 1902.
- Catalogue de l'exposition des œuvres peintes, dessinées et gravées de Th.-A. Steinlen, avec une étude d'Anatole France, Paris, Édouard Pelletan, 1904.
- Claude Aveline, Steinlen, l'homme et l'œuvre, Paris, les Écrivains réunis, 1926.
- Fr. Jourdain, Un grand imagier : Alexandre Steinlen, Éditions du Cercle d'Art, 1954.
- L. Contat-Mercanton, Théophile Alexandre Steinlen, Bâle, Musée Gutenberg, 1960.
- Réjane Bargiel et Christophe Zagrodski, Steinlen affichiste, catalogue raisonné, Lausanne, Éditions du Grand-Pont, 1986.
- Nicole Lamothe, Steinlen, peintre et illustrateur, Petites affiches, 4 février 2005, p. 13.
- Jacques Christophe, Steinlen, l’œuvre de guerre (1914-1920), 2 tomes, Lyon, Aléas, 1999.
- Jacques Christophe , Steinlen, partitions musicales, chansons et monologues d'Aristide Bruant, Lyon, Aléas, 2003.
- Philippe Kaenel (avec Catherine Lepdor), Théophile-Alexandre Steinlen : l'œil de la rue, Milan : 5 Continents Éditions ; Lausanne, musée cantonal des Beaux-arts, 2008.

#### Travaux universitaires
- Manon Tertrain, « La conception anarchiste de l'art social dans l'œuvre politique de Théophile-Alexandre Steinlen », mémoire de master 1re année en histoire de l'art contemporain, sous la dir. de Pierre Arnauld, Paris-I, 2009 (voir notice SUDOC).
- Xavier Bodu, « Bestiaire et société : l'animal dans l'œuvre de Théophile-Alexandre Steinlen (1859-1923) », mémoire de master 1 en histoire de l'art contemporain, sous la direction d'Emmanuel Pernoud, université Paris 1 Panthéon-Sorbonne, 2012 (voir notice sur la base AGORHA).

#### Article sur Steinlen
- Sonya Mermoud, « Entre caresses et coups de griffes, Théophile-Alexandre Steinlen laisse derrière lui une œuvre éclectique et engagée », dans L’Événement syndical, Lausanne, 14 janvier 2009 (texte intégral en ligne).

#### Ouvrages généralistes
- Emmanuel Bénézit, Dictionnaire des peintres, sculpteurs, dessinateurs et graveurs, Tome VIII, p. 211-212.
- Martine Thomas, Yannick Marec et Gérard Gosselin, Le dessin de presse à l'époque impressionniste, 1863-1908, de Daumier à Toulouse-Lautrec, éditions Jean di Sculo (Democratic Books), 2010.

#### Roman
- Julien Delmaire, Minuit, Montmartre, Paris, Éditions Grasset et Fasquelle, 224 p., 2017.

#### Bases et dictionnaires
- Ressources relatives aux beaux-arts :   - AGORHA
  - Art Institute of Chicago
  - Art UK
  - Artists of the World Online
  - Auckland Art Gallery
  - Bénézit
  - Bridgeman Art Library
  - British Museum
  - Cooper–Hewitt, Smithsonian Design Museum
  - Delarge
  - Galerie nationale de Finlande
  - Grove Art Online
  - Kunstindeks Danmark
  - MNBAQ
  - Musée d'art Nelson-Atkins
  - Musée d'Orsay
  - Musée des beaux-arts du Canada
  - Musée national du Victoria
  - Museo Nacional de Artes Visuales
  - Museum of Modern Art
  - National Gallery of Art
  - Nationalmuseum
  - RKDartists
  - SIKART
  - Tate
  - Te Papa Tongarewa
  - Union List of Artist Names
- Ressources relatives à la vie publique :   - Documents diplomatiques suisses 1848-1975
  - Maitron
- Ressources relatives à la bande dessinée :   - BD Gest'
  - Lambiek Comiclopedia
- Ressources relatives à la recherche :   - Isidore
  - Persée
- Ressource relative au spectacle :   - Archives suisses des arts de la scène
- Notices dans des dictionnaires ou encyclopédies généralistes :   - Britannica
  - Brockhaus
  - Deutsche Biographie
  - Dictionnaire historique de la Suisse
  - Enciclopedia italiana
  - Enciclopedia De Agostini
  - Gran Enciclopèdia Catalana
  - Internetowa encyklopedia PWN
  - Nationalencyklopedin
  - Store norske leksikon
  - Treccani
  - Universalis
- Notices d'autorité :   - VIAF
  - ISNI
  - BnF (données)
  - IdRef
  - LCCN
  - GND
  - Italie
  - Japon
  - CiNii
  - Espagne
  - Belgique
  - Pays-Bas
  - Pologne
  - Israël
  - NUKAT
  - Suède
  - Vatican
  - Australie
  - WorldCat

#### Autres
- Dictionnaire des anarchistes, « Le Maitron » : notice biographique
- René Bianco, 100 ans de presse anarchiste : notice
- L'Éphéméride anarchiste : notice biographique
- Centre International de Recherches sur l'Anarchisme (Lausanne) : notice bibliographique
- Marc Fehlmann, « Steinlen, Théophile Alexandre » dans le Dictionnaire historique de la Suisse en ligne, version du 12 février 2014.
- « Estampes de Théophile Alexandre Steinlen », sur INHA (consulté le 7 janvier 2018).
- (en) Théophile Alexandre Steinlen dans Artcyclopedia
- « Théophile Alexandre Steinlen », plus de 1 000 dessins sur le site steinlen.net
- Dessins de Steinlen sur la Première Guerre mondiale, reproductions de Je sais tout no 137 du 15 avril 1917
- L'Œuvre gravé et lithographié de Steinlen par Ernest de Crauzat (nombreuses reproductions)
- « Floréal : Fête nationale » 1920, article nécrologique du 29 décembre 1923 sur Gallica
- Illustrations de Steinlen pour J.-H. Rosny (1894-1896)